# Rheinfähre Ellikon–Nack

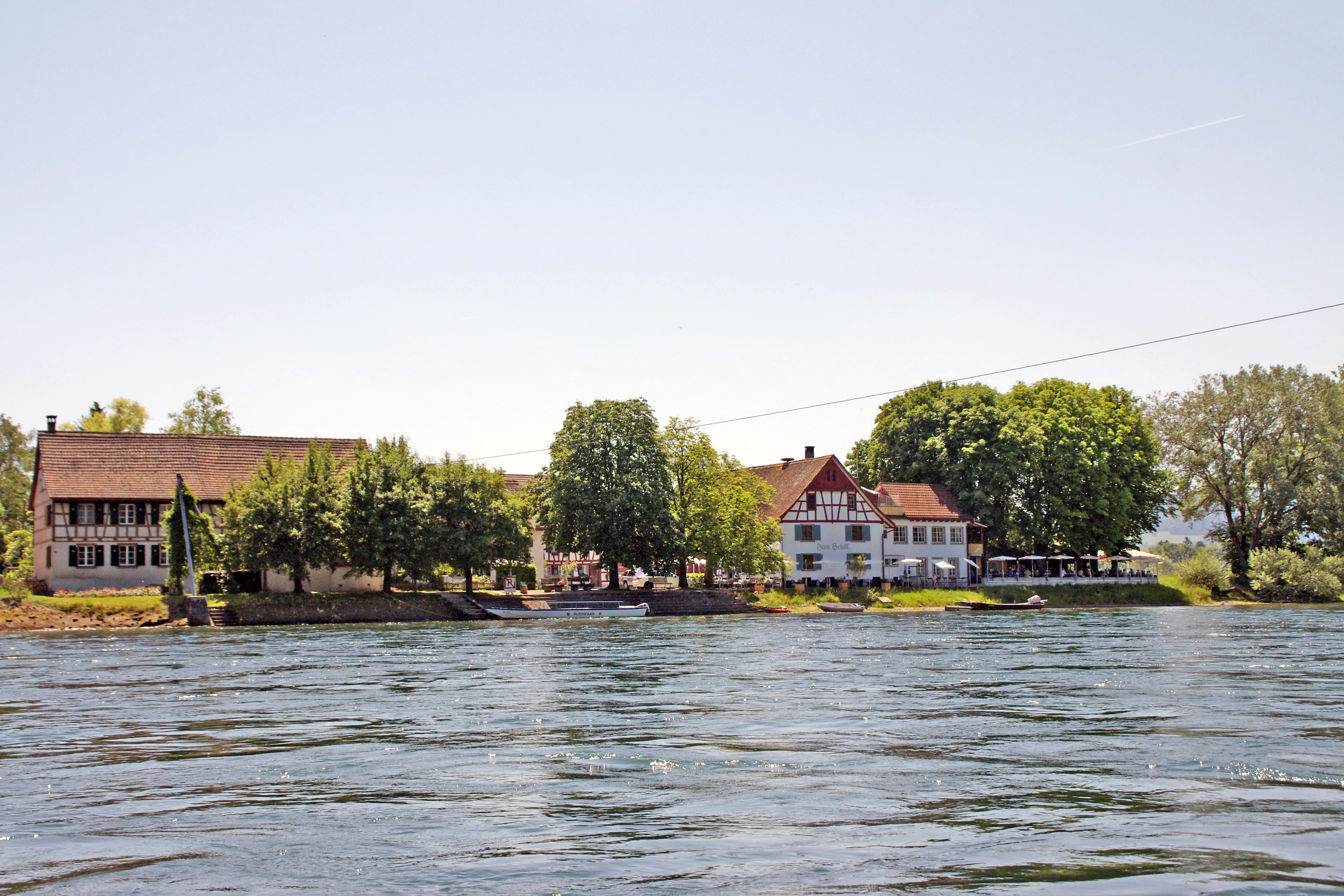
Anlegestelle auf der Schweizer Seite (2014)

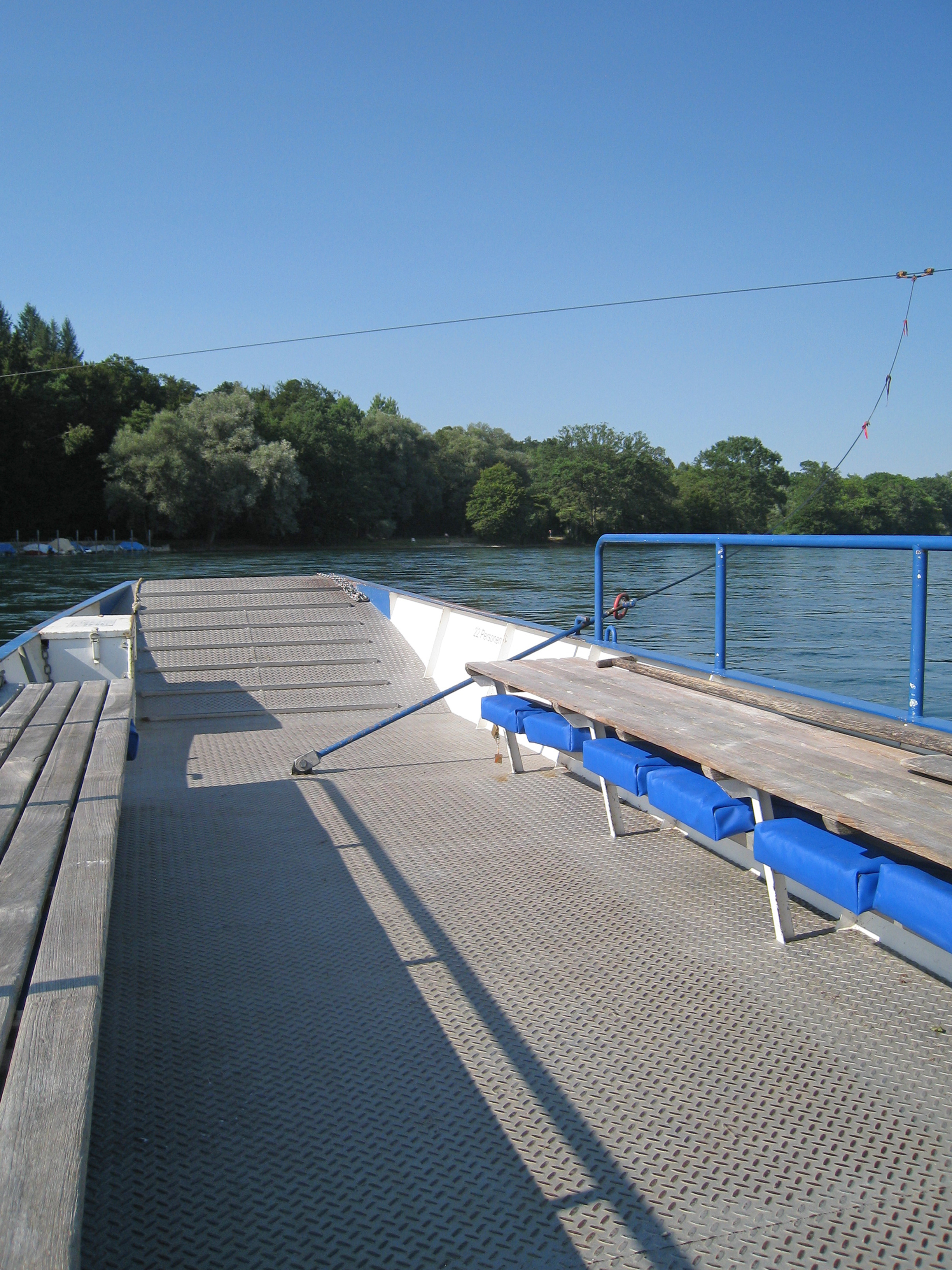
Fährschiff „Rüedifaar“

Die Rheinfähre Ellikon–Nack ist eine internationale Personenfähre am Hochrhein. Sie führt von Ellikon am Rhein, Gemeinde Marthalen in der Schweiz, nach Nack, Gemeinde Lottstetten in Deutschland. Die Fähre verkehrt nicht im Winter.

## Geschichte
Das Bestehen einer Fährverbindung ist seit dem Jahr 1500 nachgewiesen. Seit 1905 wird die Fähre als Rollfähre betrieben. Von 1939 bis 1946 ruhte der Verkehr. Bis 1972 befand sich in Ellikon eine Zollabfertigungsstelle für die Passagiere der Fähre. Das seit 1979 in Betrieb stehende Fährschiff «Rüedifaar» (ZH 4200) gehört der Gemeinde Marthalen.
Die Fähre darf von Schweizer Zöllnern benutzt werden, um sich bewaffnet von Ellikon über deutsches Staatsgebiet nach dem rechtsrheinischen schweizerischen Rüdlingen zu begeben. Laut geltendem Völkerrecht dürfen als Fährleute «nur sachkundige, kräftige, dem Trunke nicht ergebene Männer mit normalen Gesichts- und Gehörorganen verwendet werden».
Die Fährverbindung ist in das Inventar historischer Verkehrswege der Schweiz aufgenommen worden.